# 薩尼斯洛普斯 (加利福尼亞州)
薩尼斯洛普斯（英語：Sunny Slopes）是位於美國加利福尼亞州莫諾縣的一個人口普查指定地區。

## 地理
薩尼斯洛普斯的座標為37°34′10″N 118°40′33″W / 37.56944°N 118.67583°W，而該地最高點為海拔高度2194米（即7198英尺）。

## 人口
根據2010年美國人口普查的數據，薩尼斯洛普斯的面積為4.879平方千米，均為陸地。當地共有人口182人，而人口密度為每平方千米37人。